# Herbarij
Herbarij (lat. herbarium) je zbirka prešanoga sušenog bilja. Biljke se lijepe na listove papira (herbarijske arke) i razvrstavaju po vrstama, rodovima i porodicama. Uz svaku biljku se na herbarijskom arku nalaze naziv herbarijske zbirke, latinsko ime biljke, nalazište, tj. mjesto gdje je biljka ubrana, zatim stanište, tj. ekološke značajke nalazišta, datum sakupljanja, ime sakupljača i ime onoga tko je biljku odredio (determinirao), a mogu biti navedeni i drugi važniji podatci. 

## Povijest
Početkom 16. stoljeća Luca Ghini, profesor botanike sa Sveučilišta u Bologni, počeo je sušiti biljke pod pritiskom i sakupljati ih u zbirku - herbarij. Vrlo brzo tu su tehniku prihvatili botaničari širom Europe i svijeta pa je do danas nezamjenjiva u čuvanju i proučavanju biljnog materijala. Ako se herbarij pravilno čuva i održava, može trajati neograničeno. Tako su najstarije zbirke starije od 500 godina, a još su u itekako upotrebljivom obliku. Herbarijske zbirke vrlo su bitan komparativni materijal u mnogim taksonomskim i florističkim i geobotaničkim istraživanjima, pa se najčešće nalaze uz botaničke institucije i prirodoslovne muzeje. 

## Herbariji u institucijama
Tri najstarija herbarija na svijetu nalaze se u Kasselu (Njemačka) iz 1569., Bologni (Italija) iz 1570. i Baselu, (Švicarska) iz 1588.
Neki od najvećih herbarija su Muséum National d'Histoire Naturelle u Parizu (Francuska) s 10 500 000 primjeraka, Komarov Botanical Institute u Sankt Peterburgu (Rusija) i Conservatoire et Jardin Botanique u Ženevi (Švicarska) s više od 5 000 000 primjeraka.
U Hrvatskoj postoji nekoliko važnijih herbarija, od kojih su najveći Herbarium Croaticum (herbarij Botaničkog zavoda Prirodoslovno-matematičkog fakulteta u Zagrebu) i Herbarij Ive i Marije Horvat.
U Hrvatskoj ima nekoliko herbarijskih zbirki. Najveća je u Botaničkom zavodu Prirodoslovno-matematičkoga fakulteta u Zagrebu. Uspostavljen je 1880. a sastoji se od dva dijela: hrvatski herbarij (Herbarium Croaticum), u kojem je zastupljena pretežito hrvatska flora, s oko 180 000 primjeraka i opći herbarij (Herbarium generale) s oko 100 000 biljaka iz mnogih područja svijeta. Također je značajan Herbarij Ive i Marije Horvat, uspostavljen 1918. smješten u Botaničkom vrtu u Zagrebu s oko 78 000 primjeraka gdje su pohranjene uglavnom biljke iz Hrvatske i ostalih područja jugoistočne Europe. 
Velike herbarijske zbirke, u kojima je veliki broj biljaka hrvatske flore, nalaze se u Beču i Budimpešti jer su, osobito u XIX. stoljeću, hrvatsku floru istraživali mnogi inozemni istraživači.